# تمرینات ایزومتریک

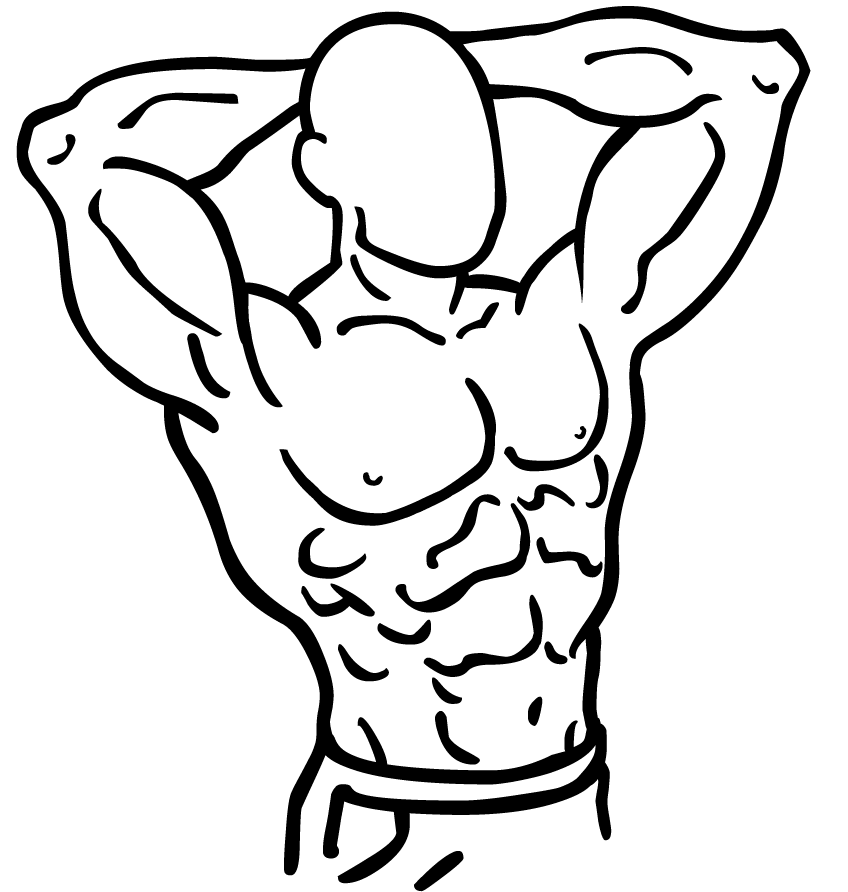
حرکت ایزومتریکی برای تقویت عضلات گردن

تمرینات ایزومتریک (به انگلیسی Isometric exercise) در سال ۱۹۵۳م. توسط هتینگر و مولر معرفی شدند. این دو محقق افزایش معنی دار قدرت ایستا (۵٪ در هفته) را در برنامه‌ای به مدت ۵ روز در هفته با حفظ انقباض‌های ۶ ثانیه ای با ۳/۲ شدت حداکثر گزارش نمودند. در اواخر دهه ۵۰ و اوایل دهه ۶۰ میلادی این نوع تمرینها که ایزومتریک نام دارند به این علت که می‌توانست در هر مکان و زمان، بدون وسیله یا با امکانات کم انجام شوند رایج شد.
تمرین ایزومتریک شامل اعمال نیرو به وسیله عضلات علیه یک مقاومت ثابت (مانند دیوار) می‌باشد و در حین انجام آن طول عضله ثابت مانده اما حداکثر تانسیون در آن پدید می‌آید.
تمرینات ایزومتریک برای افزایش قدرت در زاویه خاصی از دامنه حرکت مفصلی انجام می‌شوند. بدین ترتیب که انجام این تمرینات قدرت را تنها در میزان زاویه‌ای که حرکت در آن دامنه صورت می‌گیرد و ۲۰ درجه بیشتر از آن افزایش می‌دهد. به همین سبب برای افزایش قدرت در سرتاسر دامنه حرکتی، لازم است تا حرکت در زوایای مختلف مفصل انجام گردد.
انجام تمرینات ایزومتریک به تبحر و آگاهی کامل نیاز دارد، چرا که به عنوان مثال این تمرینات فشار خون سیستولیک را به صورت نیزه‌ای بالا برده و بدینگونه می‌توانند عامل بالقوه بالابردن ریسک حوادث قلبی عروقی گردند؛ بنابراین شخصی که تمرین ایزومتریک انجام می‌دهد باید در طول انقباض تنفس عادی و طبیعی خود را قطع ننماید.
تمرینات ایزومتریک بعد از تمرینات ایزوتونیک و نیز در حین بازتوانی آسیب‌ها توصیه می‌گردند.

## برنامه‌ریزی برای تمرینات ایزومتریک
پس از تکمیل تحقیقات توسط ابداع کنندگان این نوع تمرینات (هتینگر و مولر)، این دو محقق دستورالعمل تمرینی خود را اصلاح کرده و جدول ذیل را برای توسعه قدرت و استقامت ایزومتریک (ایستا) ارائه نمودند:
| نوع                      | شدت          | مدت                  | تکرار   | تعداد جلسات   | طول برنامه      |
| افزایش قدرت ایزومتریک    | 100 % (MVC*) | ۵ ثانیه در هر انقباض | ۵ تا ۱۰ | ۵ روز در هفته | ۴ هفته یا بیشتر |
| افزایش استقامت ایزومتریک | 60 % (MVC*)  | تا حد خستگی          | ۱       | ۵ روز در هفته | ۴ هفته یا بیشتر |

- MVC: حداکثر انقباض ارادی Maximal Voluntary Contraction

## 5 مزیت بزرگ تمرینات ایزومتریک
هنگام اضافه کردن ایزومتریک به برنامه تناسب اندام خود، ممکن است چندین مزیت را تجربه کنید:
1. به شما کمک می کند تا به اندام مناسب برسید
2. قدرت عضلانی را حفظ می کند
3. فشار خون بالا را کاهش می دهد
4. به توانبخشی پس از جراحت یا جراحی کمک می کند.
5. در صورت ابتلا به آرتروز قدرت و دامنه حرکتی را افزایش می دهد.

## آیا انجام هر روز تمرینات ایزومتریک اشکالی دارد؟
شما می توانید ایزومتریک را هر روز انجام دهید، اما این به شدت و ریکاوری بستگی دارد. برخی تمرینات ایزمتریک چند بار در طول روز در زمان های کوتاه تر انجام می دهند برخی یکبار و با شدت بیشتر این بستگی به خود شما دارد. ایزومتریک به سیستم عصبی مرکزی شما آسیب نمی رساند و فیبرهای عضلانی را تجزیه نمی کند پس با خیال راحت تمرینات خود را انجام دهید.